# Millerton (Iowa)
Millerton es una ciudad ubicada en el condado de Wayne en el estado estadounidense de Iowa. En el Censo de 2010 tenía una población de 45 habitantes y una densidad poblacional de 83,94 personas por km².

## Geografía
Millerton se encuentra ubicada en las coordenadas 40°50′58″N 93°18′21″O / 40.84944, -93.30583. Según la Oficina del Censo de los Estados Unidos, Millerton tiene una superficie total de 0.54 km², de la cual 0.54 km² corresponden a tierra firme y (0%) 0 km² es agua.

## Demografía
Según el censo de 2010, había 45 personas residiendo en Millerton. La densidad de población era de 83,94 hab./km². De los 45 habitantes, Millerton estaba compuesto por el 95.56% blancos, el 2.22% eran afroamericanos, el 2.22% eran amerindios, el 0% eran asiáticos, el 0% eran isleños del Pacífico, el 0% eran de otras razas y el 0% pertenecían a dos o más razas. Del total de la población el 0% eran hispanos o latinos de cualquier raza.